# ماركو بورييلو
ماركو بورييلـّو (Marco Borriello)، (نابولي، 18 يونيو 1982)، وهو لاعب بـنادي روما.
بدأ بورييلو مسيرته مع نادي إيه سي ميلان، وأعير إلى نادي ترييستينا الذي يلعب في الدرجة الثالثة في عام 2000، ولعب لهم 9 مباراة وسجل هدف واحد، وفي عام 2002 أعير إلى نادي تريفيزو ولعب معهم 27 مباراة وسجل فيها 10 أهداف وفي موسم 2002/2003 أعير إلى نادي إمبولي الذي يلعب في دوري الدرجة الممتازة ولعب معهم 12 مباراة وسجل فيها هدف واحد، وفي موسم 2003/2004 عاد إلى نادي إيه سي ميلان ولعب معهم 7 مباريات ولكنه لم يسجل أي هدف، وفي موسم 2004/2005 أعير إلى نادي ريجينا ولعب لهم 30 مباراة وسجل فيها هدفين، وفي القسم الأول من موسم 2005/2006 أعير إلى نادي سامبدوريا ولعب معهم 11 مباراة وسجل فيها هدفين، وفي القسم الثاني من الموسم نفسه أعير إلى نادي تريفيزو ولعب معهم 22 مباراة وسجل 5 أهداف. وأعير في أغسطس 2010 لـنادي روما ثم انتهت بشراء اللاعب.

## وصلات خارجية
- ماركو بورييلو على موقع الاتحاد الأوربي (الإنجليزية)
- ماركو بورييلو على موقع قاعدة بيانات كرة القدم.إي يو (الإنجليزية)
- ماركو بورييلو على موقع ليكيب (الفرنسية)
- ماركو بورييلو على موقع ناشيونال فوتبول تيمز (الإنجليزية)
- ماركو بورييلو على موقع Soccerbase.com (لاعب) (الإنجليزية)
- ماركو بورييلو على موقع Soccerway.com (الإنجليزية)
- ماركو بورييلو على موقع عالم كرة القدم.نت (الإنجليزية)
- ماركو بورييلو على موقع AS.com (الإسبانية)

1. 1 2  http://www.spalferrara.it/stagione/22-marco-borriello/ نسخة محفوظة 2018-04-06 على موقع واي باك مشين.
2. 1 2 3  "Marco Borriello – FIGC" (بالإيطالية). FIGC. Archived from the original on 2008-12-08. Retrieved 2017-10-26.